# General Manuel Belgrano
General Manuel Belgrano est une localité argentine située dans le département de Patiño, province de Formosa.

## Démographie
Elle compte 4 676 habitants (Indec, 2010), ce qui représente une augmentation de 6,7 % par rapport aux 4 381 habitants (Indec, 2001).

## Religion
| Diocèse  | Formosa             |
| -------- | ------------------- |
| Paroisse | San Isidro Labrador |